# Plaza de la Reina Victoria Eugenia
La plaza de la Reina Victoria Eugenia, situada en la ciudad de Segovia (España) y antesala de su Alcázar, es un entorno histórico ajardinado de primer orden, protegido por la UNESCO en su declaración de Patrimonio de la Humanidad del año 1985.
Pocos lugares de Segovia, e incluso de España, congregan en tan poco espacio un patrimonio monumental, histórico y paisajístico tan ingente.
Su aspecto actual es el resultado de una serie de actuaciones iniciadas por Felipe II en el siglo XVI y que culminaron con la restauración efectuada por el Patronato del Alcázar en el año 2021. En tiempos anteriores albergó diversas edificaciones, entre las que destacó la antigua catedral románica de Santa María, destruida tras la Guerra de las Comunidades.
Testigo mudo de la historia, este espacio protagonizó acontecimientos cruciales para el devenir de España: el sitio del Alcázar durante la guerra de las Comunidades, la lección inaugural del Real Colegio de Artillería o los ensayos previos al primer vuelo en globo militar de la historia, por citar algunos de los más destacados.
Las vistas hacia el valle del río Eresma, hacia la alameda y —allá a lo lejos— Zamarramala, en la parte septentrional de la plaza, han sido y siguen siendo motivo de inspiración para paisajistas y pintores. No menos estremecedoras son las vistas desde su lado sur, hacia el valle del Clamores y el Pinarillo, donde se encuentra el antiguo cementerio judío, con las espectaculares vistas de la sierra de Guadarrama como telón de fondo.

## Arquitectura y urbanismo
El espacio denominado en la actualidad Plaza de la Reina Victoria Eugenia es una de las áreas urbanas que mayores transformaciones ha sufrido a lo largo de la historia de la ciudad de Segovia y acumula una importante secuencia arqueológica que abarca un amplio arco temporal: Protohistoria (Edad del Hierro I y II), Edad Antigua (Roma), Edad Media (antigua Catedral y Palacio Episcopal) y Edad Moderna. 
Así, si bien la traza urbana medieval, y más la renacentista, se ha mantenido en la práctica totalidad del recinto urbano de Segovia, en la zona que objeto de la obra las modificaciones han sido muy notables.

### La guerra de las Comunidades y el asedio del Alcázar (1520-1521)
La guerra de las Comunidades alteró sustancialmente toda el área, con la ruina de buena parte de las edificaciones ya que fueron numerosos los daños en la catedral, en la que se derribó parcialmente su capilla mayor y se utilizaron sus rejas, sillas del coro y otros elementos para barrear las entradas al edificio. De los edificios del cabildo hay constancia de que se quemaron el hospital, el refectorio, la librería y la sala capitular. 
El palacio del Obispo, desde donde partieron las minas, también sufrió daños considerables durante el asedio, puesto que durante la ocupación se utilizó la madera de suelos, puertas, ventanas para utilizarla como leña o en las minas. También se hicieron varios agujeros en sus paredes exteriores para “asentar tiros” y desde allí partieron las minas que hicieron hacia la catedral.
Más tarde, con la venta de los restos y solares de la catedral y de los palacios episcopales, y con las tareas de adecentamiento llevadas a cabo en tiempos de Felipe II, quedaría prácticamente diáfana toda la meseta frontera a la fortaleza. 

### Nupcias de Felipe II con Ana de Austria (1570)
El 12 de noviembre de 1570 se celebró el matrimonio de Felipe II con Ana de Austria en el Alcázar de Segovia. Con tal motivo se ordenó a Gaspar de Vega, maestro mayor de obras, que arreglase su interior y ensanchase la plazuela que la une con la ciudad.
Las obras, iniciadas de forma decidida en 1570 por orden real, pretendían adecuar el acceso al castillo para la comitiva real que asistiría a las nupcias de Felipe II. Para facilitar el paso de carrozas y literas, se procedió a la demolición de los dos arcos de la calle mayor de la Canonjía. 
El proceso de acondicionamiento implicó la demolición de los últimos restos de la antigua catedral y el allanamiento del peñón de asiento, tareas complicadas debido a la presencia de roca viva bajo la iglesia. Además, se erigieron dos fuertes murallones al norte y al sur, sobre los muros de las viejas murallas, para nivelar la nueva plaza. También se acondicionó el antiguo postigo, posiblemente conocido como el del Piojo, junto a las primitivas casas del obispo.
Para ampliar y nivelar la plaza, se construyó una pared en la cava de mampostería para cerrar el postigo. Esta pared se sitúa en el tramo oriental del foso, entre el puente levadizo y la caponera.
En 1587, Francisco de Mora fue nombrado maestro, posiblemente gracias a los informes favorables de su maestro Juan de Herrera. Mora realizó importantes renovaciones, como la profundización del foso en unas 24 varas y la ampliación de su anchura original hasta el doble.

### Proyecto de Odriozola (1900)
En 1900, tras las obras de restauración del Alcázar posteriores al incendio que sufrió en 1892, el arquitecto municipal Odriozola llevó a cabo el proyecto de reordenación de la plaza y modificación de la arboleda. En lo sustancial, el diseño de Odriozola, basado en una elipse central ajardinada rodeada de paseos, pervive en la actualidad, con una excepción: el proyecto de 1900 contemplaba una gran rotonda central, con espacio para una fuente, que fue sustituida en 1908 por el Monumento a Daoíz y Velarde, obra de Aniceto Marinas. 
También del siglo XIX datan los primeros ajardinamientos de la plaza. Ya en el plano de Coello de 1849 aparecen dibujadas hileras de árboles flaqueando los paseos laterales. 

### Obras de restauración (2018-2021)
En 2018, promovido por el Patronato del Alcázar de Segovia, se inició un programa de restauración de la plaza y la Casa de la Química, respetando el diseño original pero modernizando las instalaciones y adaptándolas a las normativas vigentes.
Esta intervención también incluyó la renovación del sistema de drenaje de la plaza y la sustitución de los antiguos pavimentos de asfalto y baldosas de cemento por granito, así como la inclusión de nuevas redes de fibra óptica, seguridad, sistemas PCI y telefonía. 
Comenzaron en enero de 2019 y fueron financiadas por el Patronato del Alcázar de Segovia, con una inversión superior a los 2,5 millones de euros. 
El proceso de remodelación se llevó a cabo con cuidado y respeto, prestando especial atención al diseño y tratamiento de los despieces y de los acabados, para mantener la estética clasicista del siglo XIX, sin dejar de lado la funcionalidad necesaria en el siglo XXI.
Durante el primer año de las obras, se realizó un esfuerzo considerable para que se desarrollaran sin que el Alcázar tuviera que cerrar al público. A pesar de las dificultades que supuso la convivencia con los trabajos, la fortaleza acogió en 2019 a 754.946 visitantes.
El segundo año de obras estuvo marcado por la pandemia y por las modificaciones realizadas sobre el planteamiento inicial, con el fin de incluir mejoras necesarias aprovechando la oportunidad que presentaba la situación de obras.

#### Hallazgos arqueológicos
Durante las obras de remodelación, se realizaron importantes hallazgos arqueológicos. Destacan el canal del Acueducto de Segovia, un desarenador del siglo XVI en muy buen estado de conservación, restos de la cimentación de la antigua catedral y de otras construcciones, como el palacio episcopal erigido por Arias Dávila.

#### Restauración de la Casa de la Química
Como parte de las obras, se realizó la restauración y dignificación de la Casa de la Química, un edificio neoclásico que había sufrido el paso del tiempo. La obra supuso la recuperación de la volumetría perdida en las fachadas y de un amplio espacio en su parte delantera.

### En la actualidad
El Patronato del Alcázar, con las obras finalizadas en 2021, logro poner en valor y revitalizar un espacio majestuoso, a la par que acogedor y evocador, manteniendo la esencia de aquel lugar que inspiró a viajeros románticos, a los primeros fotógrafos e incluso a Antonio Machado para componer algunos de sus más célebres versos:
En un jardín te he soñado,
alto, Guiomar, sobre el río,
jardín de un tiempo cerrado
con verjas de hierro frío.

## Verja de Fernando VII
En 1817, Fernando VII, tras adquirir los terrenos fronteros al Alcázar, colocó la verja que hoy cierra la plaza. Se trata de una verja metálica, con zócalo y pilarotes de caliza, sobre cuya puerta principal campean, a doble cara, las armas de Fernando VII. 
La verja se construyó para conmemorar la visita al Alcázar del citado monarca y de su esposa María Isabel de Braganza, realizada el 23 de octubre de 1817. Fue diseñada por el profesor de la Academia D. Joaquín Góngora, y el cuerpo central constituye un singular arco de triunfo, posiblemente inspirado en el de la verja de La Granja de San Ildefonso, realizado por Díaz Gamones.
Su fabricación duró unos dos años y se empleó gran cantidad de hierro de la más diversa procedencia. Cientos de viejas bayonetas y cañones de fusiles inservibles, hierro de cuadradillo, vergajón (hierro en barras), planchuelas, etc., fueron transportados desde distintas maestranzas y ciudades españolas, entre las que destacaron Madrid, Pamplona Sevilla y Ciudad Rodrigo. 
La forja corrió a cargo de una sección de obreros de la Maestranza de Artillería, y para la fundición y moldeado, llegaron a emplearse hasta tres fraguas de campaña instaladas en la propia plazuela.
El escudo oval con las armas de Fernando VII y el Toisón, fue fabricado en la Maestranza de Madrid. Los trofeos de guerra de la parte inferior, elaborados en piezas de hierro repujado, fueron realizados bajo la dirección del Maestro Mayor D. Juan Gutiérrez y construido en los talleres de la Casa de la Moneda de Segovia.
Primero se instaló la verja y con posterioridad se colocaron las piezas de los escudos y trofeos y aunque en el proyecto se contemplaba la colocación de unas acróteras de bolas en los pilonos, los de la puerta fueron reemplazados por dos elegantísimos jarrones en la central y dos acróteras ovoideas en las laterales. Acróteras de bolas, al final, tan solo se colocaron en los dístilos extremos.

## Casa de la Química
En 1764 por determinación de Carlos III, el Alcázar pasaba a albergar el Real Colegio de Artillería y en 1792 se inauguraba la llamada Casa de la Química, un edificio para acoger el laboratorio de química del colegio; espléndida fábrica diseñada por Sabatini; se trata del más bello edificio neoclásico de la ciudad. 

## Monumento a Daoíz y Velarde
El monumento a Daoíz y Velarde es un impresionante grupo escultórico situado en la Plaza de la Reina Victoria Eugenia. Es considerada la obra maestra de su autor, Aniceto Marinas y una de las más notables que produjo el arte español de su época.
Se encuentra emplazado frente al Alcázar de Segovia, antigua sede del Real Colegio de Artillería, lugar en el que se formaron los capitanes Luis Daoíz y Pedro Velarde, dos destacados héroes del levantamiento del dos de mayo de 1808 en el parque de artillería de Monteleón, donde lideraron la sublevación inicial del pueblo de Madrid contra el destacamento francés dirigido por el general Langrage.
La escultura de Daoíz y Velarde es mucho más que una simple obra de arte; se ha convertido en un potente símbolo de valor y sacrificio en la lucha por la libertad. Su emplazamiento, frente al lugar donde ambos capitanes se formaron como militares, acentúa su significado histórico y su resonancia emocional para los visitantes y ciudadanos de Segovia. El Monumento a Daoíz y Velarde sigue siendo, más de un siglo después de su inauguración, un testamento duradero de la resistencia y el valor español frente a la adversidad.